# Lobengula

König Lobengula

Lobengula (* 1833; † 23. Januar 1894 in Matabeleland) war der zweite und zugleich letzte König des Matabele-Königreichs im südlichen Afrika.

## Leben
Lobengula übernahm die Herrschaft von seinem Vater Mzilikazi nach dessen Tod 1868. Lobengula war ein Herrscher von imposanter Gestalt und mit 68 Frauen verheiratet, hatte aber keinen Thronfolger. Zeitgenossen beschreiben Lobengula als einen Herrscher, der mit drakonischer Härte gegenüber Stammesgenossen vorging, um diese seinem autokratischen Regime zu unterwerfen. Er war unter Seinesgleichen so gefürchtet, dass sein Heerführer Unondo sich nach einer verlorenen Schlacht im Matabelekrieg lieber an einem Baum erhängte, als wieder zu Lobengula zurückzukehren.
Während seiner Regierungszeit wurde der Hauptort Bulawayo zu einem wichtigen Knotenpunkt für den Handel im südlichen Afrika. Lobengula setzte die Reformen seines Vaters fort und führte fortschrittliche Sozialsysteme ein. Moderne westliche Prinzipien des kommerziellen Handels wurden anerkannt. Einzigartig auf dem afrikanischen Kontinent wurde ein Kodex individueller, wenngleich auch stark beschränkter Rechte etabliert. 
Lobengula kooperierte zunächst mit den Briten. Da er von Cecil Rhodes monatlich große Geldzuwendungen erhielt, konnte Letzterer sich nicht vorstellen, dass Lobengula in einen Konflikt gegen die Briten eintreten würde. Lobengula geriet aber im eigenen Lager in die Kritik, sodass ein Angriff auf die Briten für ihn unausweichlich wurde. Dies führte 1893 zum Ersten Matabelekrieg.
Nach den enormen Verlusten im Ersten Matabelekrieg und der Eroberung Bulawayos durch britische Kolonialtruppen im November 1893 flüchtete der 60-jährige König aus der brennenden Hauptstadt. Er war aber den Strapazen nicht mehr gewachsen und starb am 23. Januar 1894 auf dem Gebiet des heutigen Simbabwe.